# Луківська селищна рада
Лу́ківська се́лищна ра́да Лу́ківської се́лищної об'є́днаної територіа́льної грома́ди (до 2016 року — Луківська селищна рада Турійського району Волинської області) — орган місцевого самоврядування Луківської селищної об'єднаної територіальної громади Волинської області. Розміщується в смт Луків.

## Склад ради
Рада складається з 22 депутатів та голови.
Перші вибори депутатів оновленої ради та голови громади відбулись 29 жовтня 2017 року. Було обрано 20 з 22-х депутатів ради, з них: представники УКРОПу — 9, Народний рух України — 3, по 2 — БПП «Солідарність», Аграрна партія України та самовисування, по одному — «Громадянська позиція» та Всеукраїнське об'єднання «Свобода».
Головою громади обрали Анатолія Климчука, позапартійного самовисуванця, чинного Луківського селищного голову.
19 листопада 2017 року відбулось повторне голосування з виборів депутатів ради в одномандатних виборчих округах № 10 та 21 — обрано депутатами кандидатів від УКРОПу.

## Історія
Луківська селищна рада утворена в 1940 році. Територія ради до 2016 року — 6,931 км², населення ради — 3 101 особа (станом на 1 січня 2013 року). Селищній раді підпорядковувалось смт Луків. Рада складалась з 22 депутатів та голови.
До 7 листопада 2017 року — адміністративно-територіальна одиниця в Турійському районі Волинської області.

### Керівний склад попередніх скликань
| Прізвище, ім'я, по батькові | Основні відомості                                                                    | Дата обрання | Дата звільнення |
| --------------------------- | ------------------------------------------------------------------------------------ | ------------ | --------------- |
| Тимошук Лариса Іванівна     | Селищний голова, 1965 року народження, член Всеукраїнського об'єднання «Батьківщина» | 26.03.2006   | 31.10.2010      |
| Тимощук Лариса Іванівна     | Селищний голова, 1965 року народження, освіта вища, позапартійна                     | 31.10.2010   |                 |

Примітка: таблиця складена за даними сайту Верховної Ради України

### Депутати
За результатами місцевих виборів 2010 року депутатами ради стали:

#### За суб'єктами висування
| Суб'єкт висування                     | Кількість обраних депутатів | %    |
| ------------------------------------- | --------------------------- | ---- |
| Самовисування                         | 11                          | 50   |
| Політична партія Народний Рух України | 9                           | 40,9 |
| Комуністична партія України           | 1                           | 4,5  |
| Народно-демократична партія (НДП)     | 1                           | 4,5  |

#### За округами
| № округу                              | Прізвище, ім'я, по батькові         | Дата визнання обраним | Освіта             | Партійна приналежність            | Відомості про обраного депутата                                                                |
| ------------------------------------- | ----------------------------------- | --------------------- | ------------------ | --------------------------------- | ---------------------------------------------------------------------------------------------- |
| Комуністична партія України           |                                     |                       |                    |                                   |                                                                                                |
| 15                                    | Руденко Микола Гнатович             | 03.11.2010            | середня            | член Комуністичної партії України | тимчасово не працює                                                                            |
| Народно-демократична партія (НДП)     |                                     |                       |                    |                                   |                                                                                                |
| 11                                    | Каган Світлана Ананіївна            | 03.11.2010            | середня спеціальна | позапартійна                      | Луківська дільнична лікарня, старша медична сестра                                             |
| Політична партія Народний Рух України |                                     |                       |                    |                                   |                                                                                                |
| 1                                     | Петровець Сергій Олександрович      | 03.11.2010            | середня спеціальна | член Народного Руху України       | тимчасово не працює                                                                            |
| 2                                     | Панасюк Микола Олександрович        | 03.11.2010            | середня            | член Народного Руху України       | Луківська селищна рада, інспектор по обліку військовозобов'язаних і призовників                |
| 4                                     | Стружук Микола Миколайович          | 03.11.2010            | середня спеціальна | позапартійний                     | ВАТ «Волиньобленерго», електромонтер                                                           |
| 5                                     | Бляшук Олександр Адамович           | 03.11.2010            | вища               | позапартійний                     | загальноосвітня школа І-ІІ ст. с. Паридуби, вчитель                                            |
| 6                                     | Мартиш Анатолій Григорович          | 03.11.2010            | вища               | член Народного Руху України       | Луківська селищна рада, інженер-землевпорядник                                                 |
| 8                                     | Ницюк Наталія Федорівна             | 03.11.2010            | вища               | позапартійна                      | Луківське відділення Волинського АТ «ПриватБанк», спеціаліст керівник                          |
| 10                                    | Шафранюк Петро Дмитрович            | 03.11.2010            | середня            | член Народного Руху України       | ВАТ «Волиньобленерго», електрик водій                                                          |
| 13                                    | Головій Оксана Іванівна             | 15.11.2010            | вища               | член Народного Руху України       | Луківська селищна рада, соціальний працівник територіального центру соціального обслуговування |
| 19                                    | Смаль Василь Васильович             | 03.11.2010            | середня спеціальна | позапартійний                     | пенсіонер                                                                                      |
| Самовисування                         |                                     |                       |                    |                                   |                                                                                                |
| 3                                     | Волошина Галина Петрівна            | 03.11.2010            | вища               | позапартійна                      | Луківська селищна рада, бухгалтер                                                              |
| 7                                     | Андрієвський Анатолій Володимирович | 03.11.2010            | середня спеціальна | позапартійний                     | Луківська тублікарня, кочегар-машиніст                                                         |
| 9                                     | Киричук Олександр Петрович          | 03.11.2010            | середня спеціальна | позапартійний                     | підприємець                                                                                    |
| 12                                    | Цюпак Світлана Миколаївна           | 03.11.2010            | середня спеціальна | член Партії регіонів              | Луківський дитячий садок, вихователь                                                           |
| 14                                    | Ярмолюк Світлана Петрівна           | 03.11.2010            | вища               | позапартійна                      | тимчасово не працює                                                                            |
| 16                                    | Троць Дмитро Іванович               | 03.11.2010            | середня спеціальна | позапартійний                     | Луківська дільнична лікарня, фельдшер швидкої допомоги                                         |
| 17                                    | Писарук Галина Микитівна            | 03.11.2010            | середня спеціальна | позапартійна                      | Луківська селищна рада, головний бухгалтер                                                     |
| 18                                    | Дорош Леонід Іванович               | 03.11.2010            | незакінчена вища   | позапартійний                     | Рівненська дирекція Львівської залізниці, начальник станції Мацеїв                             |
| 20                                    | Сиротюк Юрій Федорович              | 03.11.2010            | середня спеціальна | член Партії регіонів              | пенсіонер                                                                                      |
| 21                                    | Ковальчук Анатолій Миколайович      | 03.11.2010            | середня спеціальна | позапартійний                     | ВАТ «Луківська ПМК-198», майстер                                                               |
| 22                                    | Демчук Руслана Яківна               | 03.11.2010            | вища               | позапартійна                      | ВАТ «Луківська ПМК-198», діловод                                                               |